# Hologaster impressiusculus
Hologaster impressiusculus là một loài bọ cánh cứng trong họ Cerambycidae.